# Goro-Goro shogi

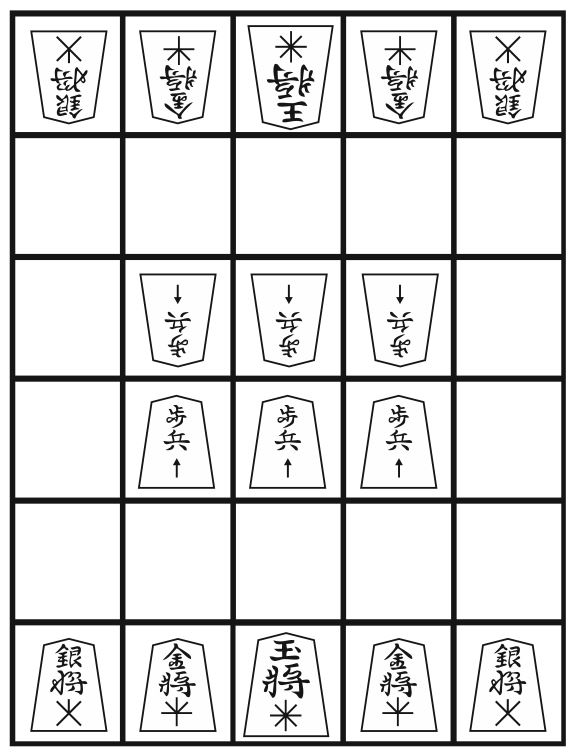
Základní pozice kamenů v Goro Goro šógi

Goro-Goro šógi je jedna z dalších variant japonské hry šógi.
Na rozdíl od standardního šógi 9x9, se hraje na desce 5x6. Povyšovací zóna jsou dvě poslední řady. Jsou použity jen některé kameny: Král, Zlatý generál, Stříbrný generál a Pěšec. Ostatní pravidla jsou totožná jako u standardních šógi.